# Park Narodowy „Ałchanaj”
Park Narodowy „Ałchanaj” (ros. Национальный парк «Алханай») – park narodowy w rejonie duldurgińskim (Agiński Okręg Buriacki) Kraju Zabajkalskiego w Rosji, utworzony dekretem rządu Federacji Rosyjskiej z dnia 15 maja 1999 roku. Zajmuje obszar 1382 km². Zarząd parku znajduje się w miejscowości Duldurga.
Park obejmuje południową część Gór Mogojtujskich z ich najwyższym szczytem Ałchanaj (1663 m). Został utworzony zarówno w celu ochrony przyrody Zabajkala, jak i dla ochrony miejsc kultu religijnego Buriatów (buddyzm tybetański). 

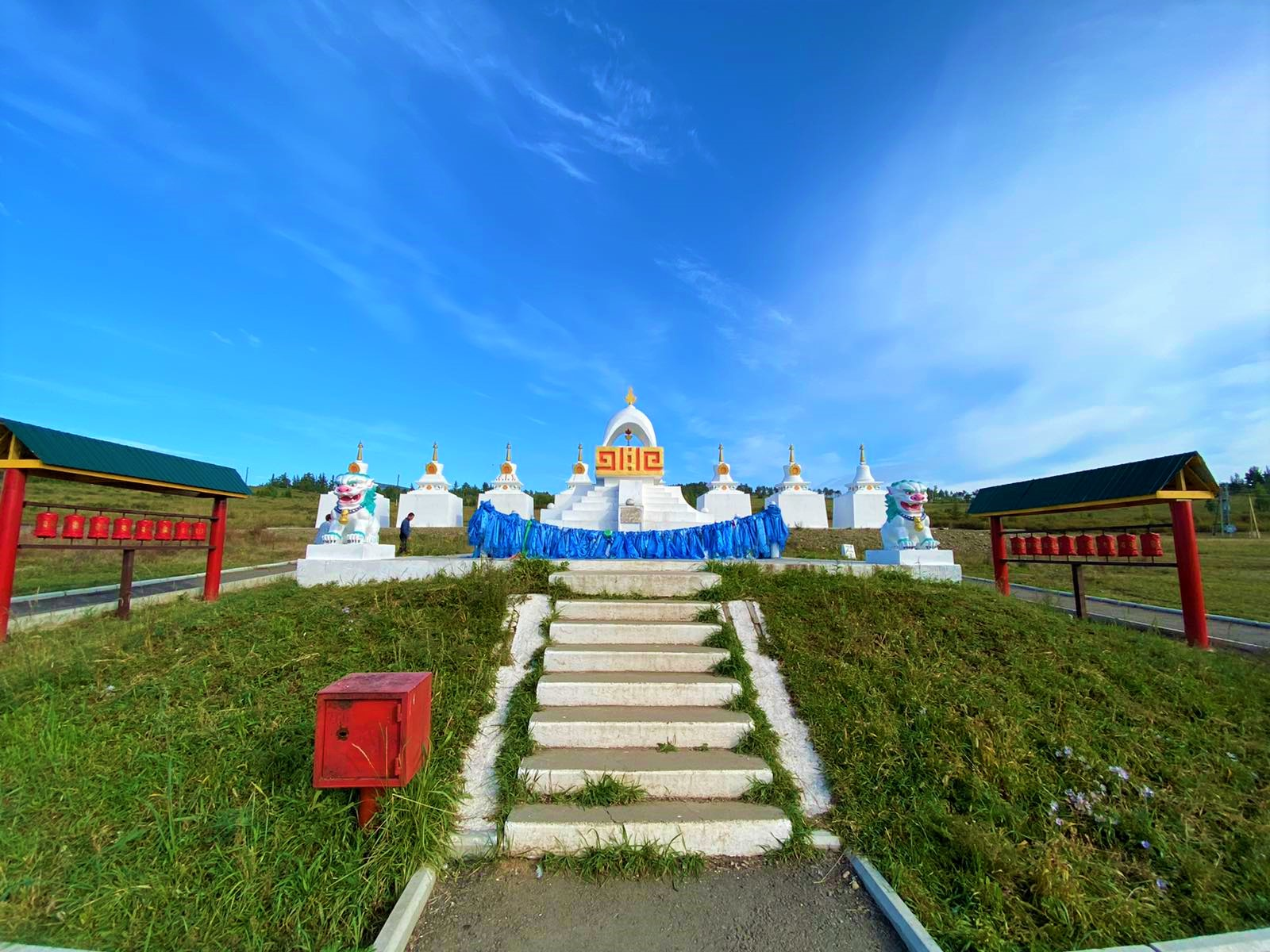
Stupa na trasie pielgrzymkowej

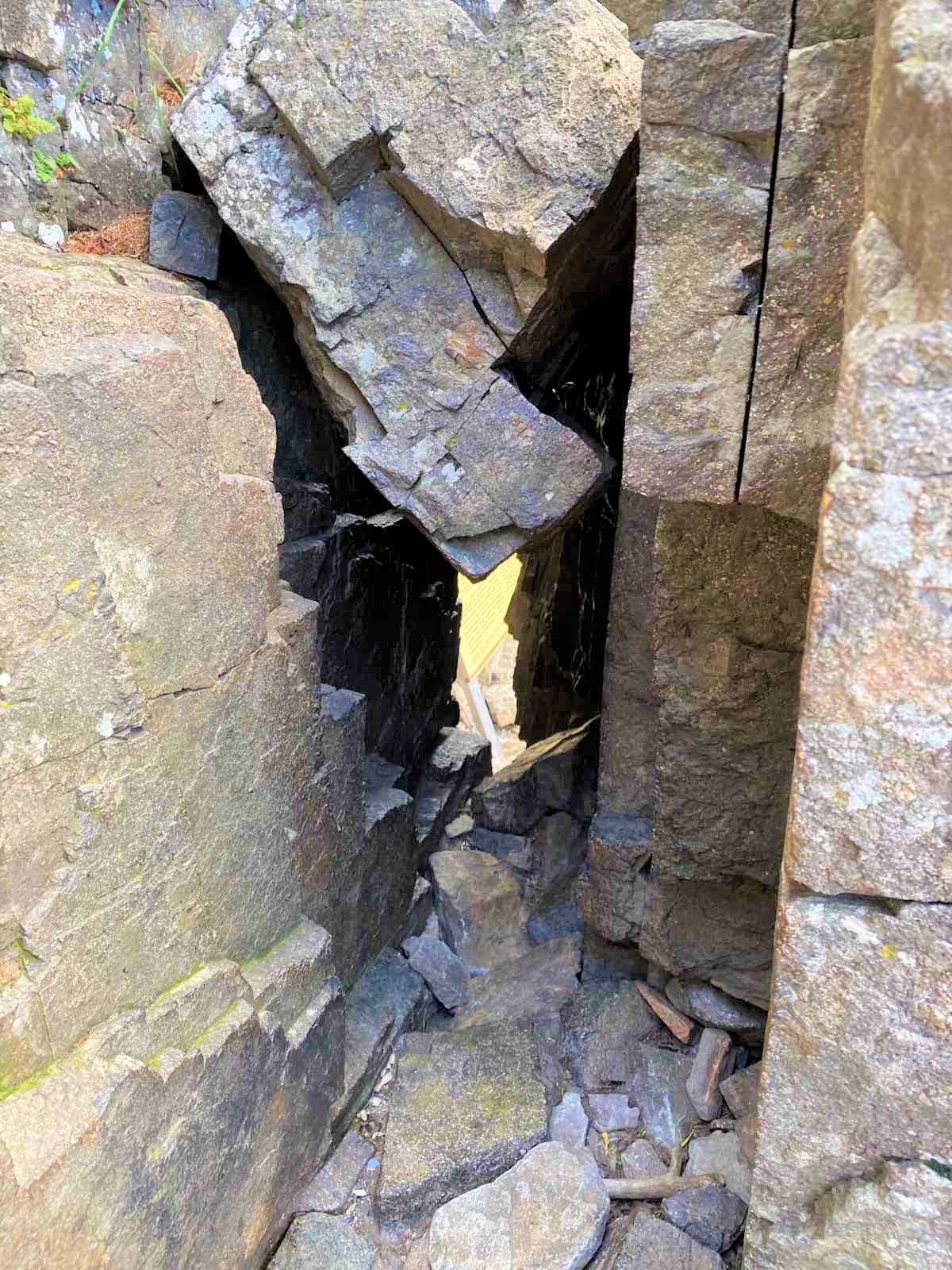
Rytualne wąskie przejście w skale

## Opis
Większość parku położona jest na wysokości 1000–1200 m n.p.m. Przeważają tu stepy przechodzące w tajgę. Przez park przepływa rzeka Ilja (dopływ Ononu). 
Na terenie parku występuje 960 gatunków roślin, 30 gatunków ssaków, 95 gatunków ptaków, 2 gatunki gadów, 4 gatunki płazów, około 400 gatunków owadów. Wśród zwierząt są to m.in. niedźwiedzie brunatne, łosie euroazjatyckie, jelenie szlachetne, piżmaki amerykańskie, sobole tajgowe, gronostaje europejskie, łasice syberyjskie, rysie euroazjatyckie i wilki szare.
Klimat ostry kontynentalny ze średnią roczną temperaturą powietrza od –1,2 do –1,8 stopnia C. 
Na terenie parku znajduje się wiele świątyń buddyjskich oraz dwa pomniki przyrody: święta góra  Ałchanaj oraz skalisty ostaniec tworzący bramę –  „Brama świątyni". Są tu też źródła lecznicze.
Na terenie parku wytyczono 10 tras turystycznych, z których najpopularniejsza jest trasa pielgrzymkowa.